# 崇光百貨

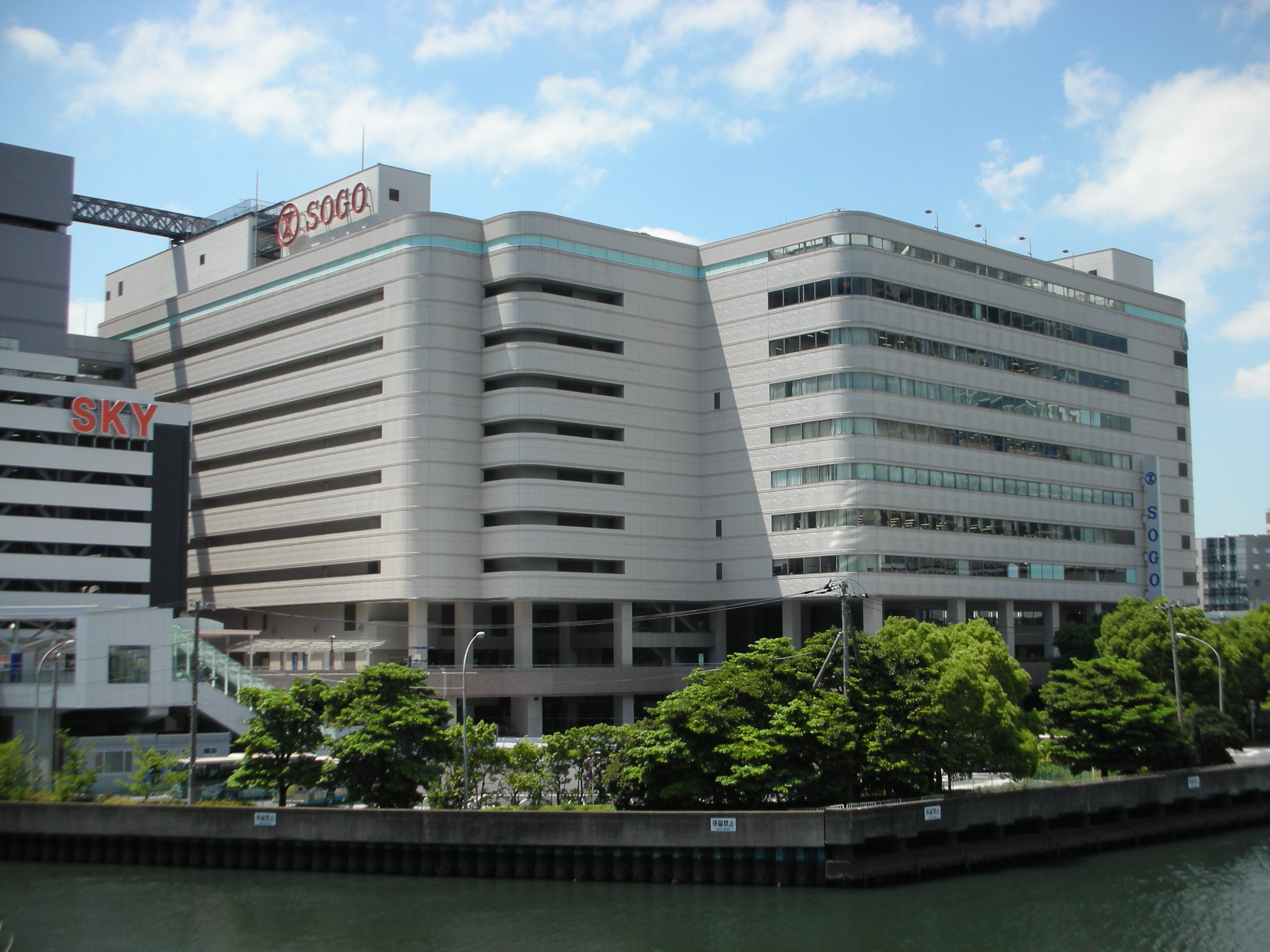
位於橫濱站東口的SOGO橫濱店，為SOGO百貨目前的旗艦店

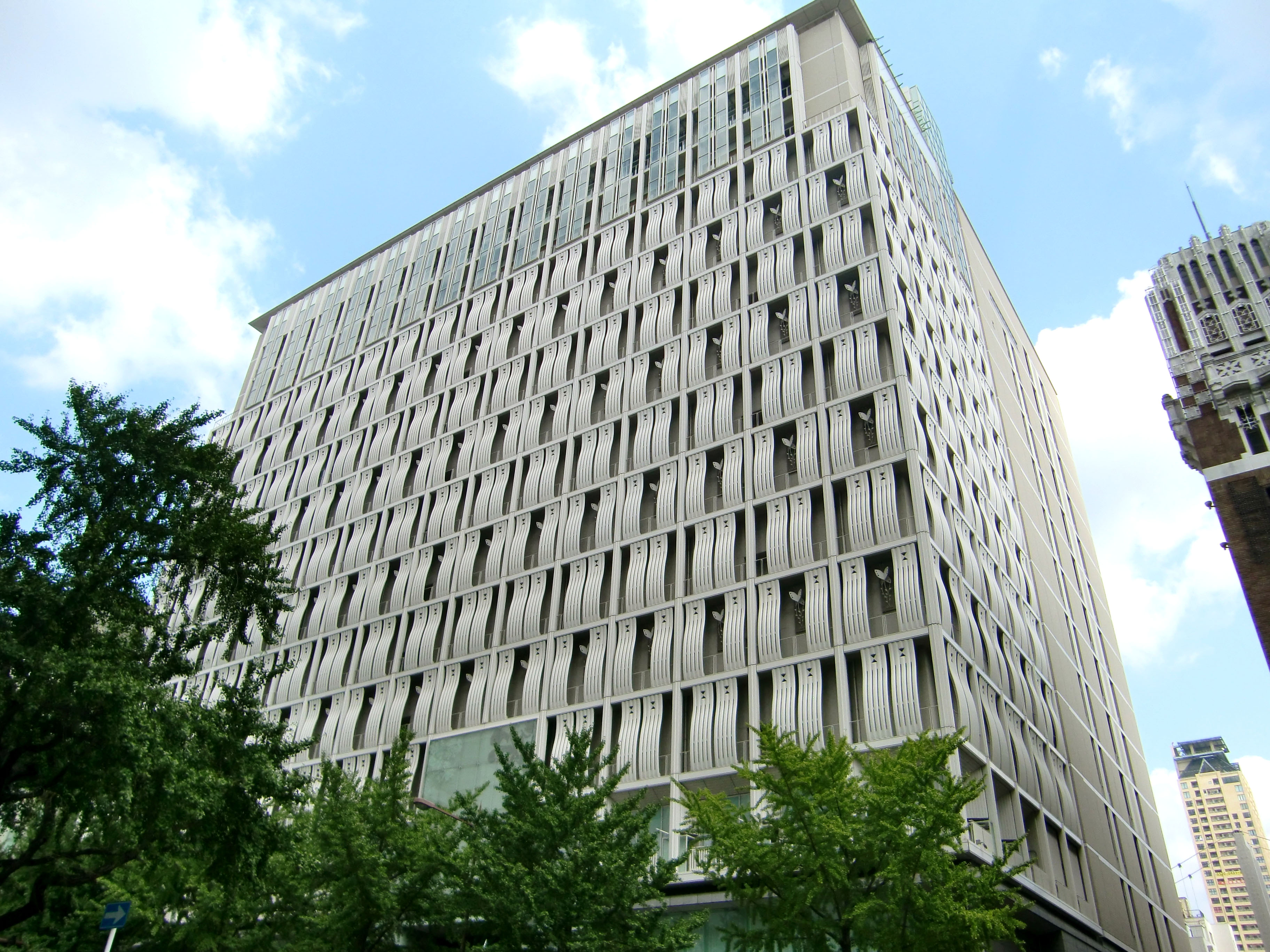
2009年結業的SOGO心齋橋本店，為SOGO百貨過去的總店

SOGO（日语： Sogō */?，源自創辦人姓氏「十合」），中文又稱崇光百貨，是源自日本的連鎖百貨公司，目前由SOGO·西武經營，與西武百貨為姐妹品牌。1830年於大阪以吳服屋創業，1933年轉型為百貨公司，目前在日本境內僅存二線城市據點，退出東名阪等一線都市；品牌授權則擴及亞洲各地，以特許經營的方式授權當地企業使用SOGO品牌。

## 概要
SOGO是日本大型連鎖百貨公司之一。總公司位於東京都千代田區二番町的Center Building。
據說清盤前所舉行的支持讀賣巨人隊特賣，是因為前有樂町店的業主正是讀賣集團。
SOGO百貨亦曾經以「把人、城市和世界連接，正是SOGO網絡」口號宣傳。1990年代，在橫濱店曾開設了Fm Yokohama電台直播室，並提供整點報時。在由日本興業銀行出身的水島廣雄領導時期下，曾以舊稱「十合」的十積極展開宣傳，「Double十合」（全國20分店）、「Triple十合」（全國30間分店）等口號隨之而來。但是當時正值土地價格上升，隨收地而來的糾紛及債務，最終以民事再生法解決才能得以繼續經營。
另外，由SOGO奈良分店（現為伊藤洋華堂奈良店）開始，據稱之後的所有分店均建有一個巨大而華麗璀璨的會長室（入口多設於倉庫隱蔽處，一般顧客不會察覺。就算進出的升降機也和一般顧客使用的分開）。一般認為，這些泡沫經濟的遺物是令十合陷於苦況的其中一個原因。

## 歷史里程
- 1830年（天保元年）：十合伊兵衛（十合 伊兵衛／そごう いへい）在大阪坐摩神社附近創辦「大和屋」二手衣服店。
- 1877年（明治10年）：把大和屋遷到心齋橋筋，改名為十合服飾店（十合呉服店），成為日後的心齋橋本店（日语：そごう心斎橋本店）（前大阪分店）。
- 1919年（大正8年）：公司改組，成立株式會社十合吳服店（株式会社十合呉服店）
- 1933年（昭和8年）：神戶分店由元町遷到三宮阪神大廈。
- 1935年（昭和10年）：由村野藤吾設計的現代化建築傑作，大阪總店和御堂筋大道同時建成。（已於2003年拆卸）
- 1940年（昭和15年）：改稱為株式會社十合（株式会社十合）。
- 1949年（昭和28年）：公司於大阪證券交易所公開發行股票。
- 1957年（昭和32年）：作為東京地區首間分店，在國鐵有樂町站前的讀賣會館開設十合東京分店。
- 1967年（昭和42年）：千葉店開業。
- 1961年（昭和36年）：公司於東京證券交易所公開發行股票。
- 1969年（昭和44年）：改稱為株式會社SOGO（株式会社そごう，SOGO乃原名稱十合的讀音）。
- 1973年（昭和48年）：柏店開業。
- 1974年（昭和49年）：廣島店開業。
- 1981年（昭和56年）：大宮店開業。
- 1983年（昭和58年）：八王子店開業。
- 1985年（昭和60年）：橫濱店開業，同年位於香港分店開業。
- 1987年（昭和62年）：台灣台北分店開業。
- 1990年（平成二年）：吳店、西神店開業。
- 1991年（平成三年）：川口店開業。
- 2000年（平成12年）：公司與二十二個子公司申請破產法律（民事再生法），正式宣佈破產，負債金額1兆8700億日圓，股票下市，同時開始重整現有分店。
- 2001年（平成13年）：破產再生計劃獲得認可，總公司自大阪遷移至橫濱店；同時子公司株式會社十合（株式会社十合）與西武百貨簽訂業務合作，因此公司業種互換，改為十合子公司。
- 2002年（平成14年）：分店重整完成，舊株式會社SOGO正式結束營業，原有股份由橫濱店承接，新公司名稱仍舊為株式會社SOGO（株式会社そごう）。
- 2003年（平成15年）：破產再生計劃完成；同時成立Millennium Retailing Inc（株式会社ミレニアムリテイリング，後於2009年解散）。
- 2005年（平成17年）：公司自橫濱店遷移至位於大阪市中央區的舊心齋橋本店；同時Seven & i Holdings Co., Ltd.（株式会社セブン&アイ・ホールディングス）以20億美元購入股份。
- 2008年（平成20年）：由於與東京迪士尼樂園的合約正式到期，故撤除所有分店多年來具有代表性的小小世界時鐘，而海外分店則改由香港迪士尼樂園掛名贊助故不受影響。
- 2009年（平成21年）：公司業務整併，更名株式會社SOGO·西武（株式会社そごう・西武），而現有分店仍為原有名稱。
- 2009年（平成21年）：心齋橋店結業；土地及建物出售給鄰近的大丸百貨。
- 2012年（平成24年）：八王子店結業。
- 2013年（平成25年）：吳店結業。
- 2016年（平成28年）：柏店結業。
- 2017年（平成28年）：武藏小杉店結業。
- 2019年（令和元年）：神户店結業。原址改為神戶阪急百貨，於2019年10月5日開幕。
- 2019年（令和元年）：西武宣布將關閉SOGO三家分店，西神店、德島店將於2020年8月結業，川口店則於2021年2月結業。
- 2022年（令和4年）：西武宣布SOGO廣島店新館將在2023年夏季結業，相鄰的本館也將於同年秋季封館改裝並擴增營業面積。

## 分店概要

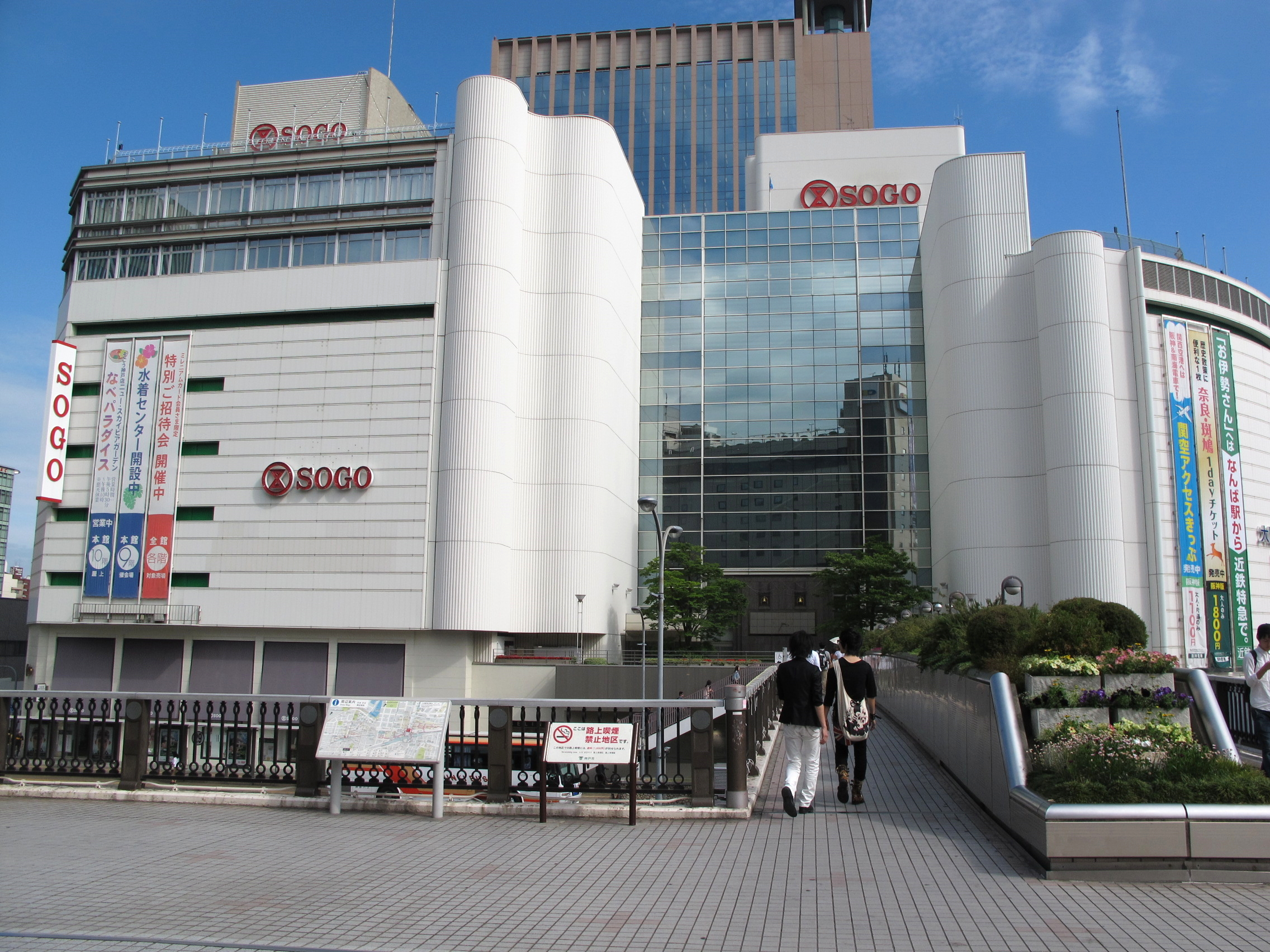
日本神戶店

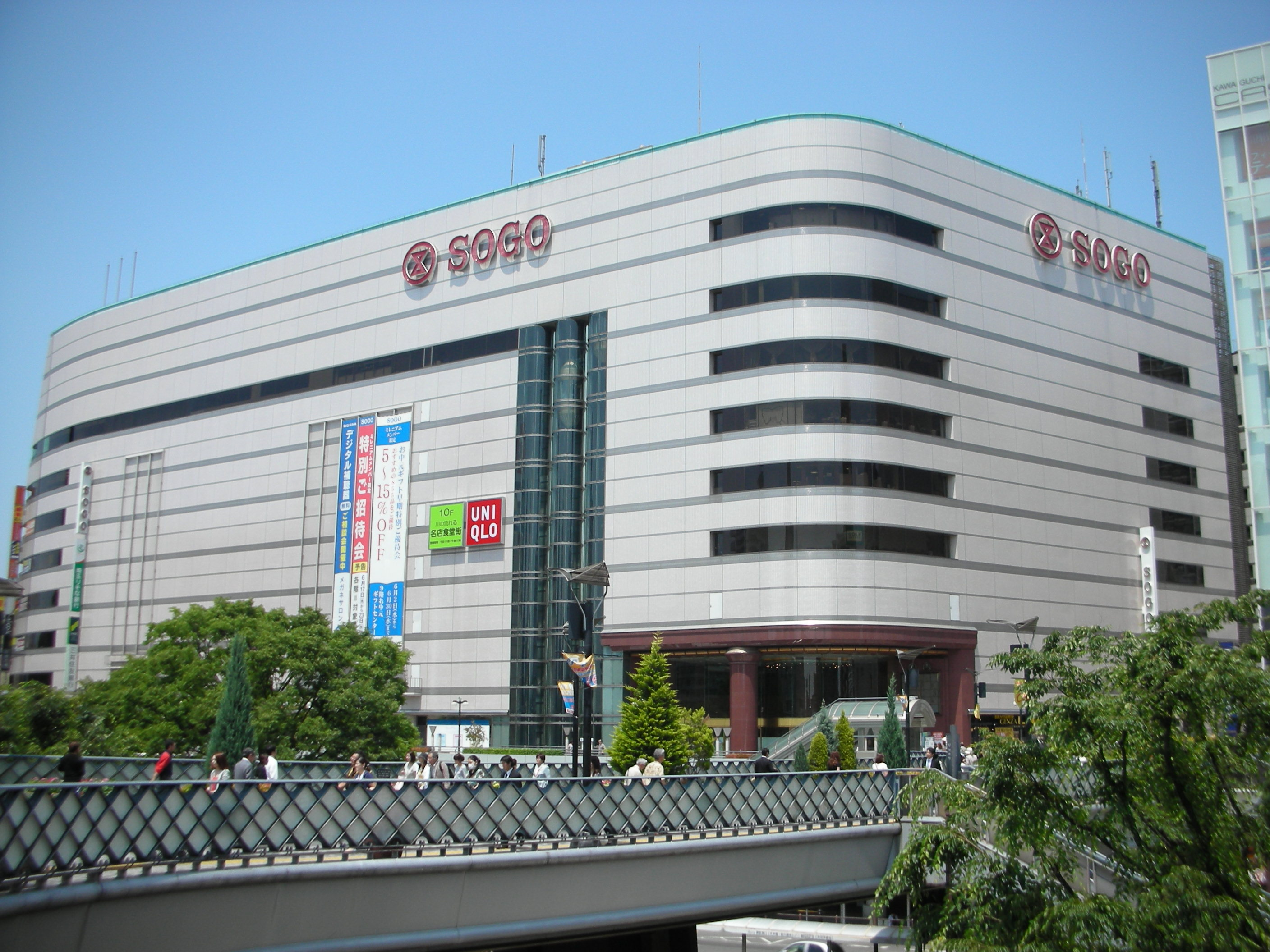
日本川口店

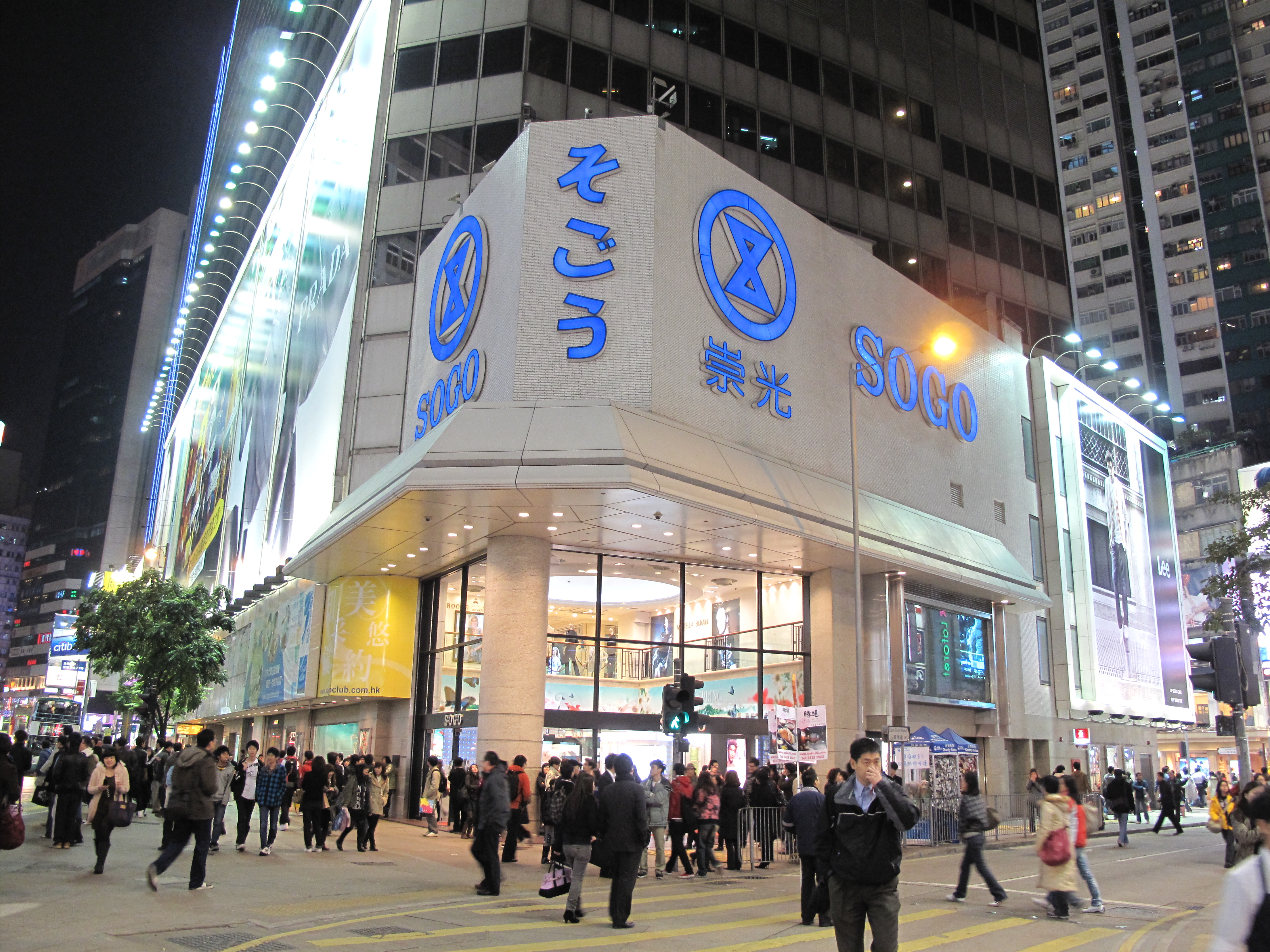
香港銅鑼灣崇光百貨

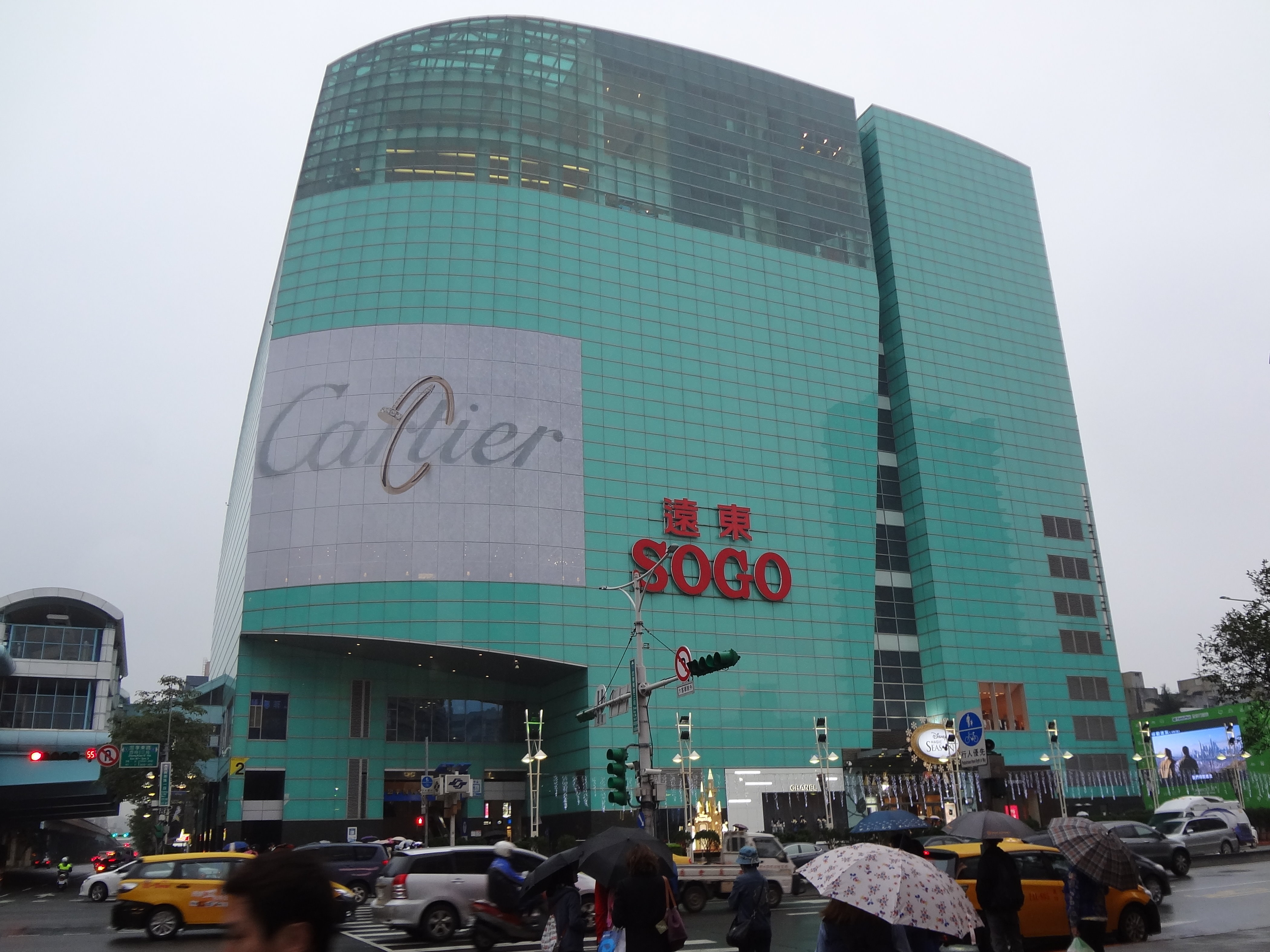
遠東SOGO店台灣台北店·復興館

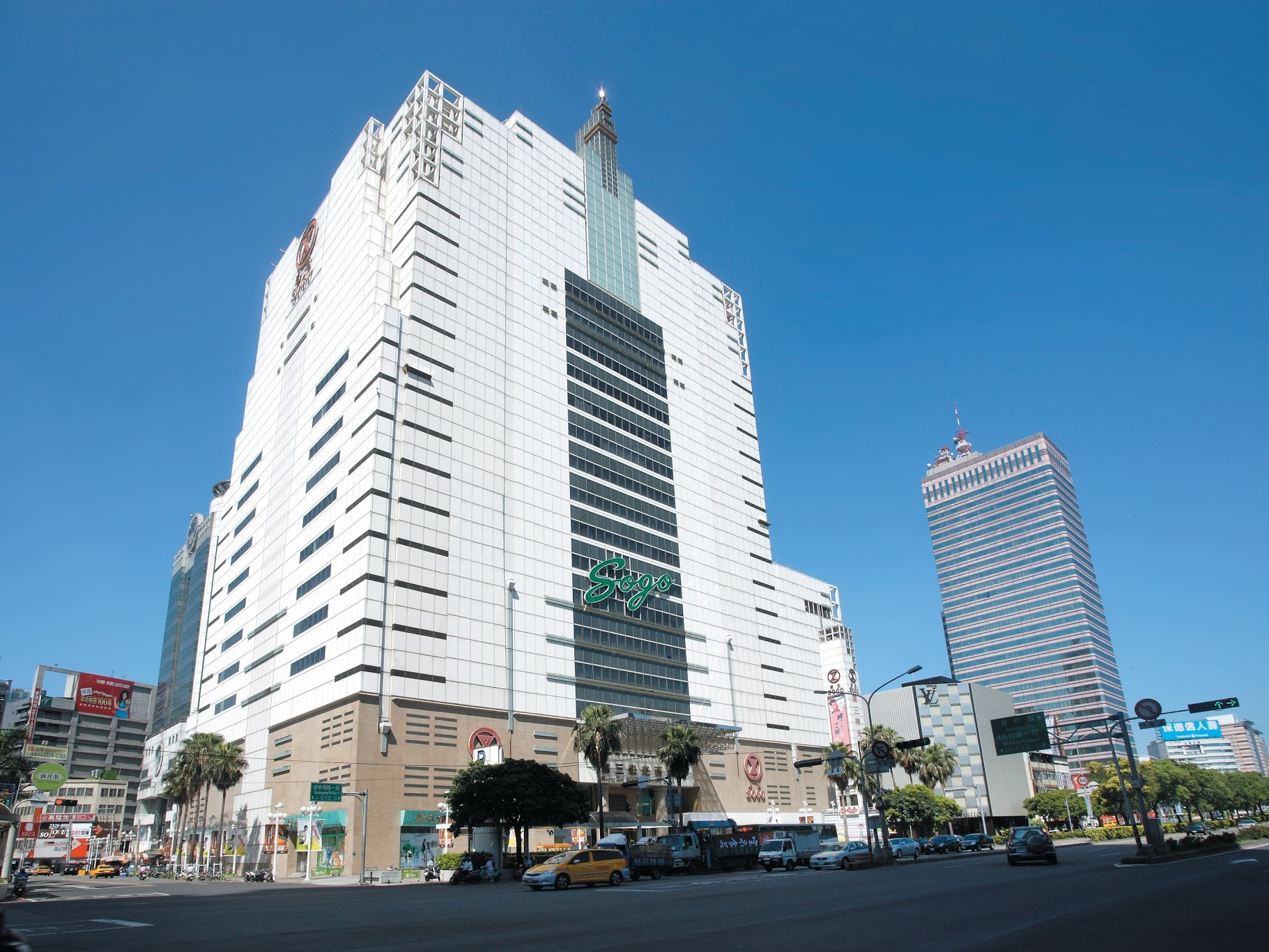
台灣臺中廣三崇光百貨

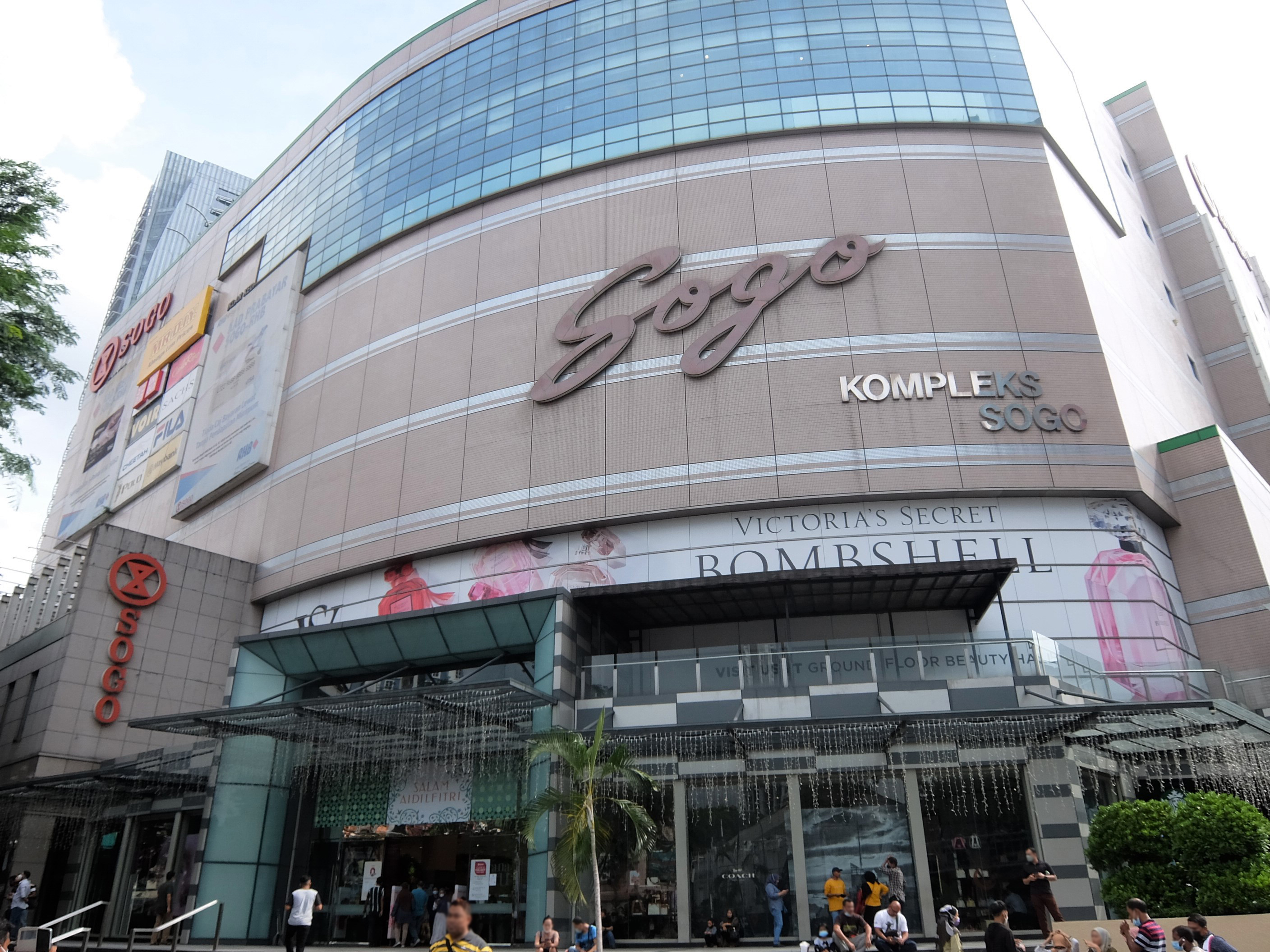
吉隆坡店

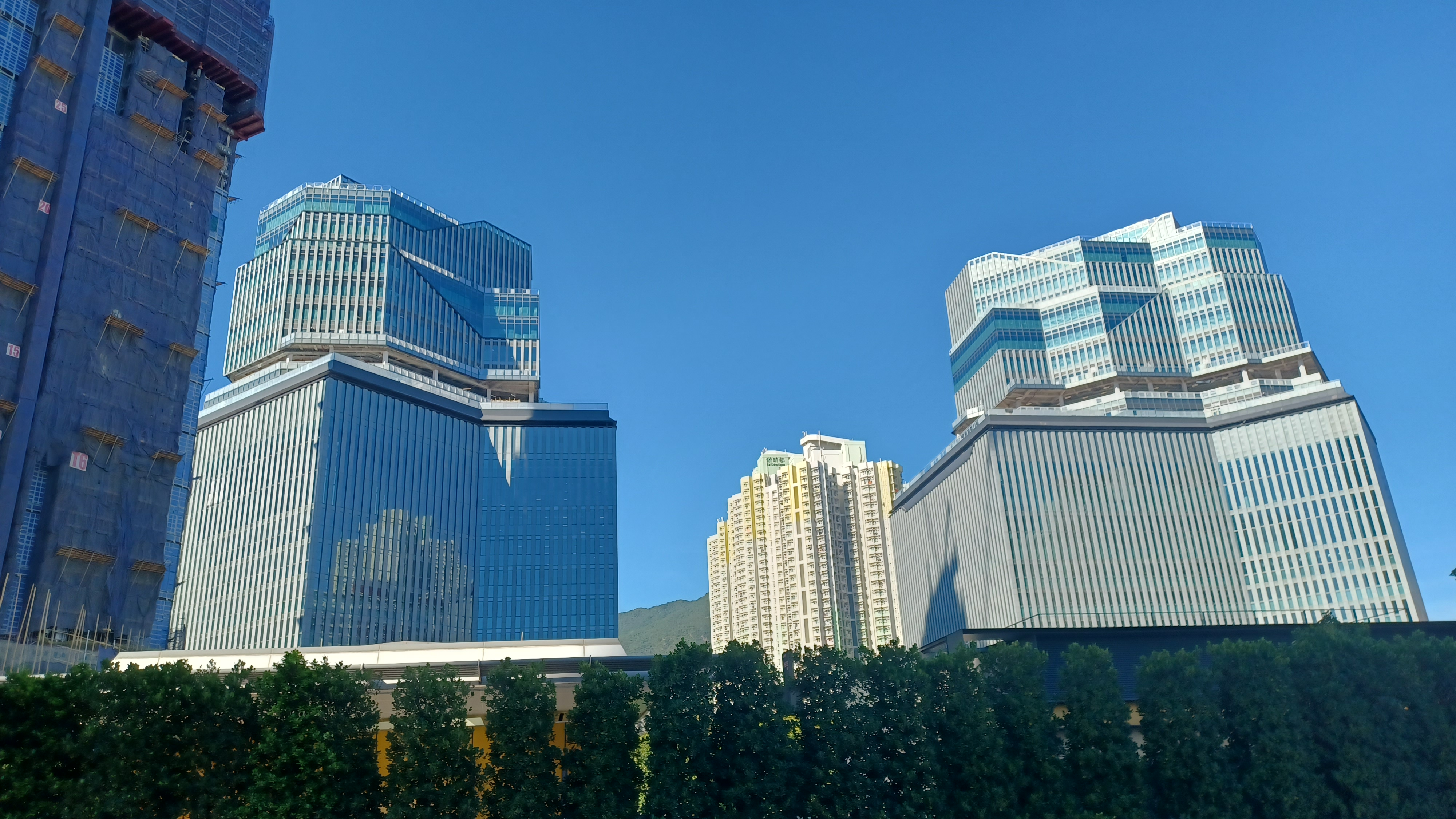
啟德旗艦店The Twins 雙子匯

### 日本分店
- 橫濱店
- 千葉店
- 廣島店
- 大宮店

### 香港分店（由利福國際經營）
- 銅鑼灣店
- 啟德店（命名為The Twins 雙子匯，2023年落成，2024年11月15日開業）

### 中國大陸分店
- 北京店
  - 莊勝崇光百貨

### 台灣分店
- 遠東SOGO百貨（2017年將「太平洋」改名為「遠東」）
  - 台北店忠孝館
  - 台北店敦化館
  - 台北店復興館
  - 遠東SOGO CITY大巨蛋（2024年5月開幕）
  - 天母店
  - 中壢店
  - 新竹店
  - 高雄店
- 廣三SOGO百貨

### 馬來西亞分店
- 吉隆坡店
- 莎阿南 Central i-City店
- 柔佛新山 The Mall, Mid Valley Southkey店

### 印尼分店
- 雅加達店
- 萬隆店
- 棉蘭店
- 泗水店
- 巴厘店

## 小小世界鐘
東京迪士尼樂園「小小世界」贊助商SOGO百貨，曾經在日本國內外分店設置「小小世界鐘」，在每個整點前5分鐘，於遊樂設施中出現的人偶們隨著主題曲「小小世界」一同登場。每家店鋪的設計均不盡相同，部分店鋪於時鐘兩側或鐘體頂端還設有鐘琴。
2008年4月15日，SOGO百貨因「時鐘過於陳舊」之理由，將日本國內所有分店之小小世界鐘全數停止使用。同時本日也正好是東京迪士尼樂園開園25週年紀念日。而各分店張貼之公告，為了讓小朋友也能看懂，以日文平假名寫著「人偶們因為還有約定，已經回家了」等字樣。此外，時鐘的人偶報時功能雖然停止演出，但鐘體本身並未拆除，只在每個整點時敲鐘數次示意，因此至今仍有許多不知情的顧客接近整點時在小小世界鐘下等候。
在日本SOGO百貨的官方網站，僅於4月16日之SOGO百貨橫濱店的頁面上進行告知（朝日新聞大阪本社版及神戶新聞等兩家報社也有報導）。事實上，時鐘的人偶報時功能停止使用的理由為SOGO與東京迪士尼樂園簽署的贊助合約在當天失效之故（店頭公告中的「約定」便暗指此事）。此外，時鐘底下關於東京迪士尼樂園「小小世界」的告示牌等物品也全數移除，部分分店時鐘的東京迪士尼樂園商標也遭移除。
而設置有小小世界鐘的SOGO海外分店，如台灣太平洋崇光百貨之台北忠孝館、中壢店、高雄店，及台灣廣三崇光百貨之台中店，其後皆由香港迪士尼樂園接手贊助，並換上該園的商標及相關介紹而繼續運轉（崇光百貨台中店鐘體外部仍標示東京迪士尼的字樣）。
本時鐘由同樣曾是東京迪士尼樂園贊助商之SEIKO製作，值得一提的是台灣廣三崇光百貨台中店外牆的小小世界鐘是全世界僅存唯一一座還在進行商業運作之傳統鐘面的人偶計時器。
日本SOGO百貨柏店還曾經於1999年12月31日晚上以其店外牆小小世界鐘的表演進行跨年倒數計時活動，而當天更是20世紀的最後一天，在跨越20世紀以後，日本國內各SOGO分店的小小世界鐘一直持續運作至2008年4月15日才停止演出。

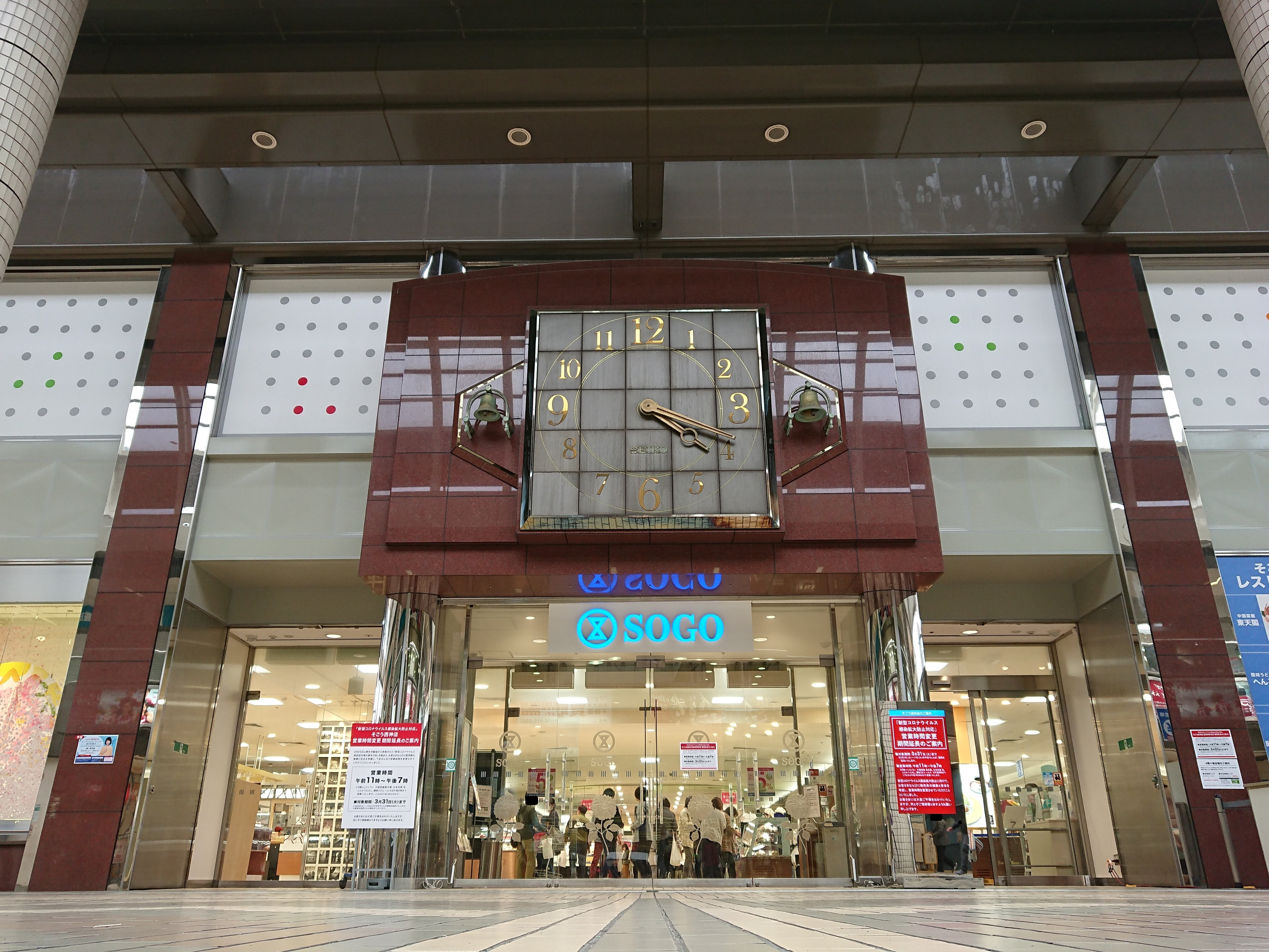
西神店之「小小世界鐘」，攝於2020年3月
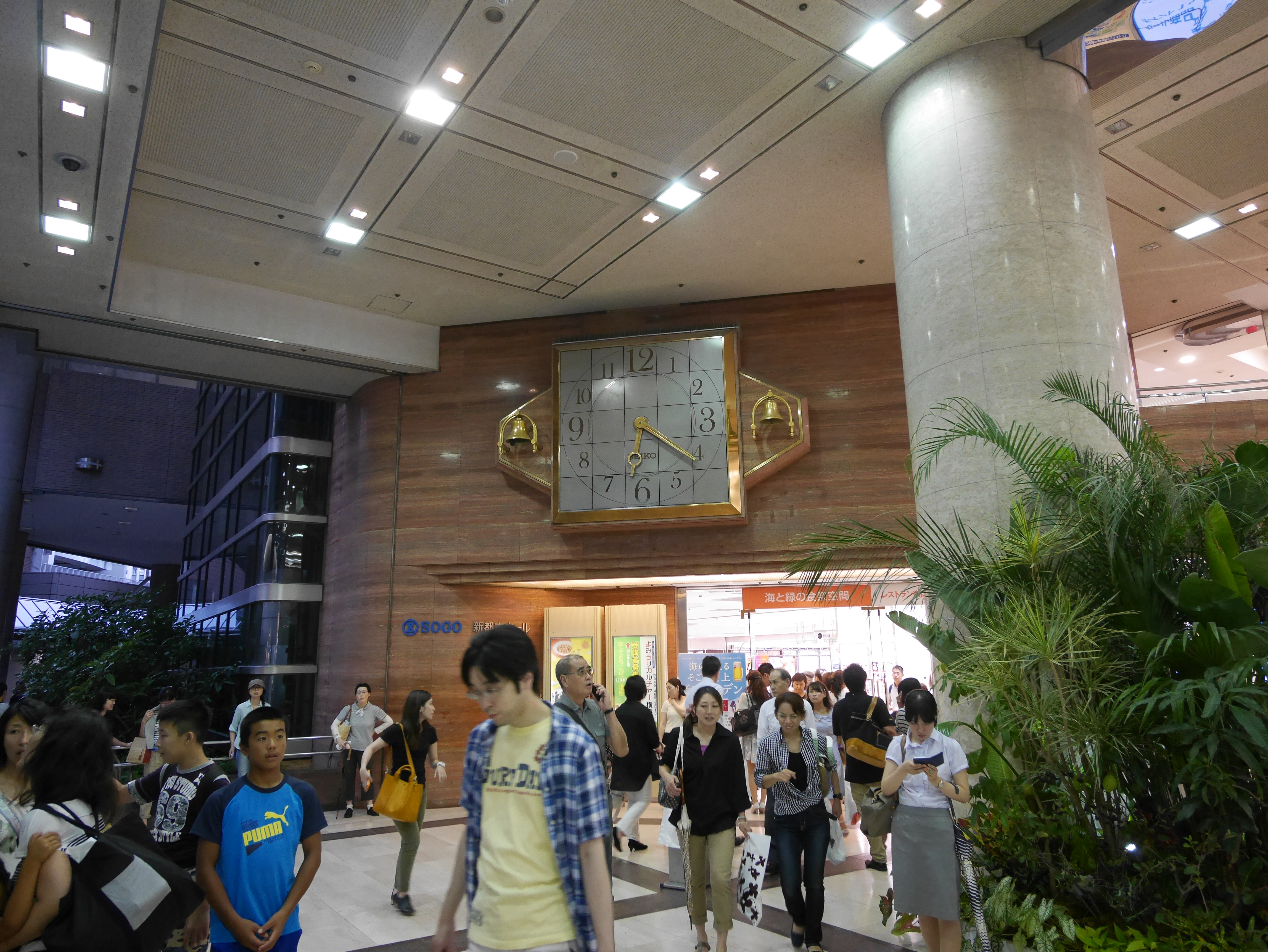
橫濱店之「小小世界鐘」，攝於2015年8月
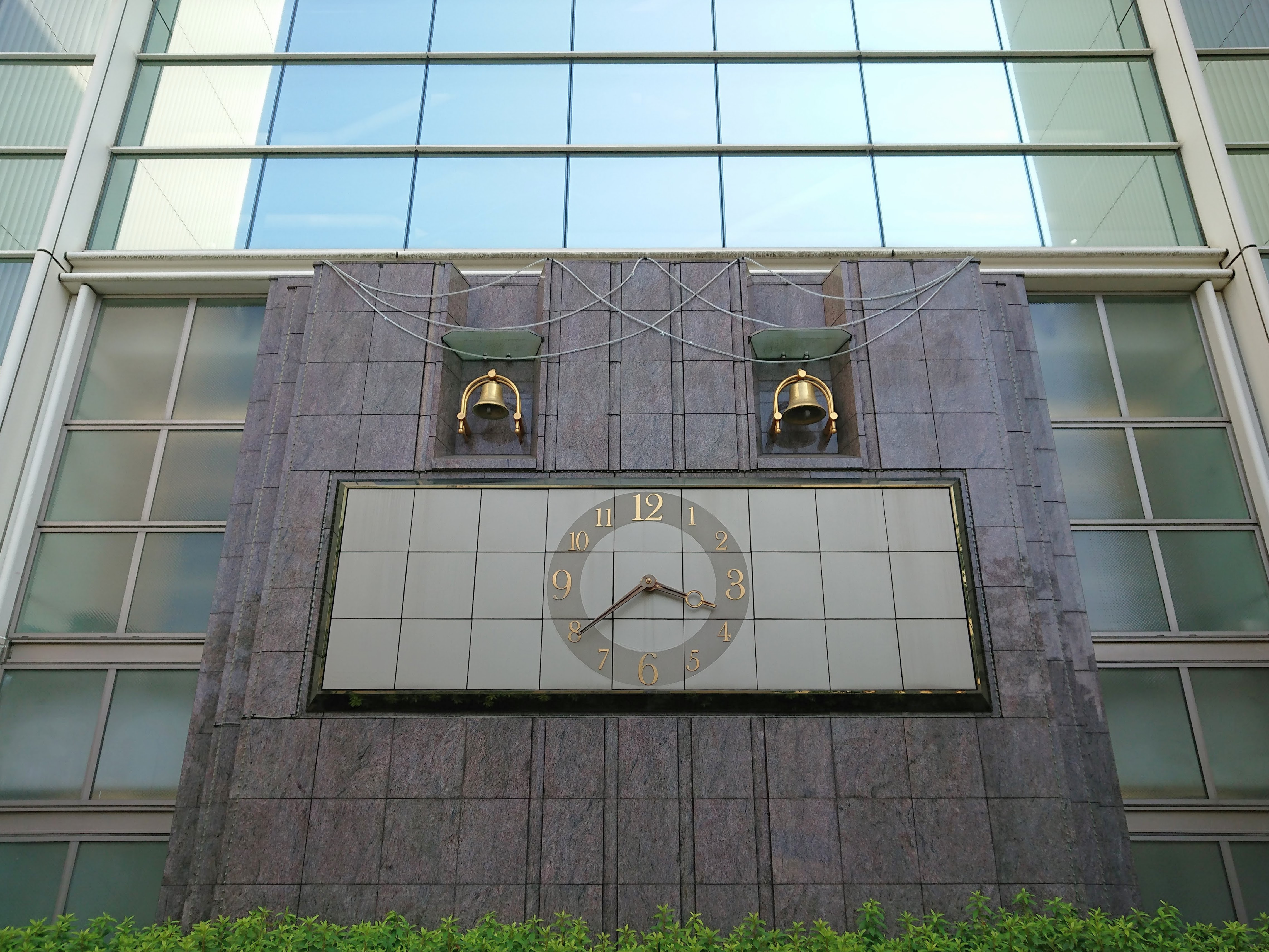
神户店之「小小世界鐘」，攝於2019年8月
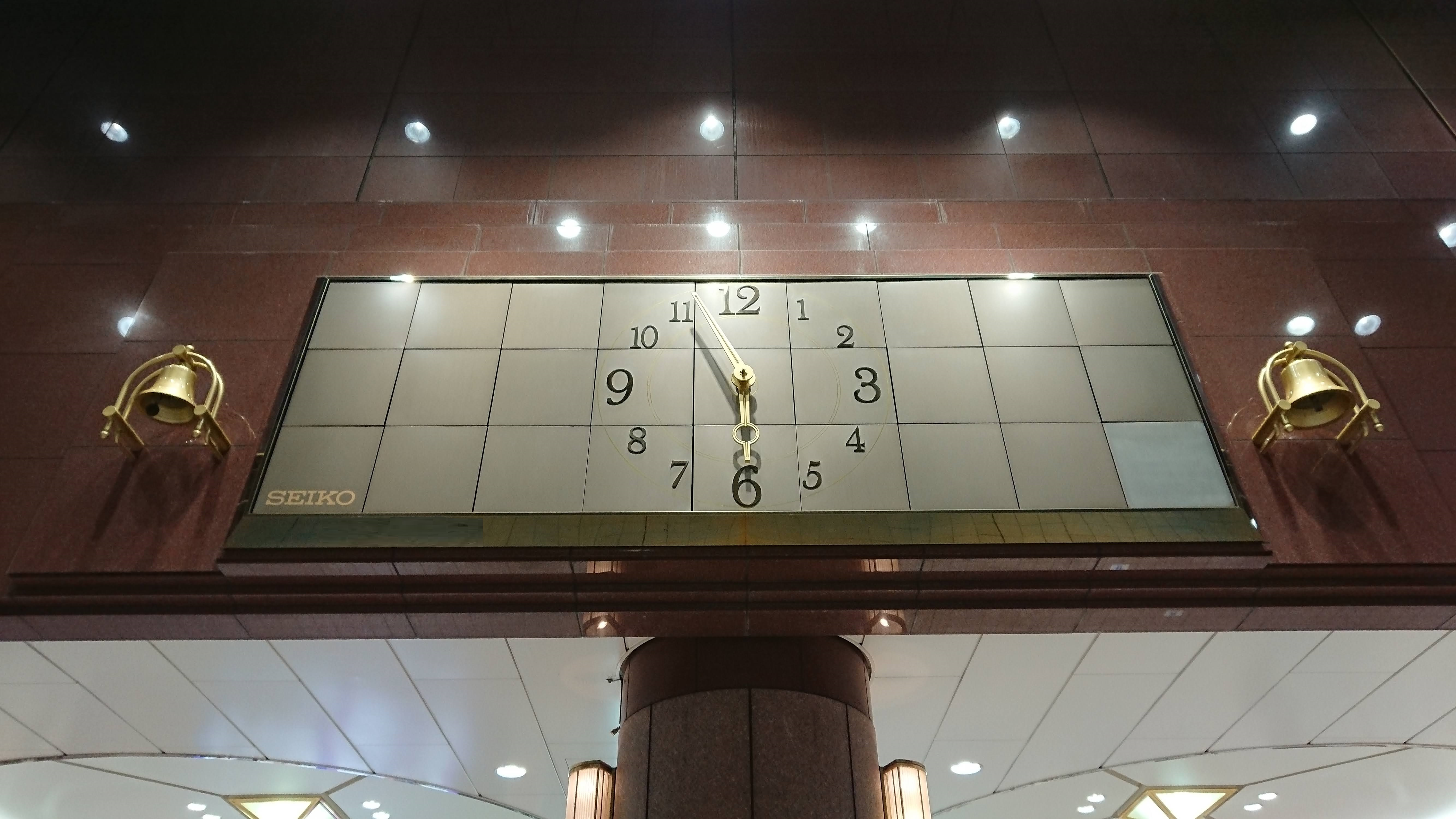
千葉店之「小小世界鐘」，攝於2021年3月
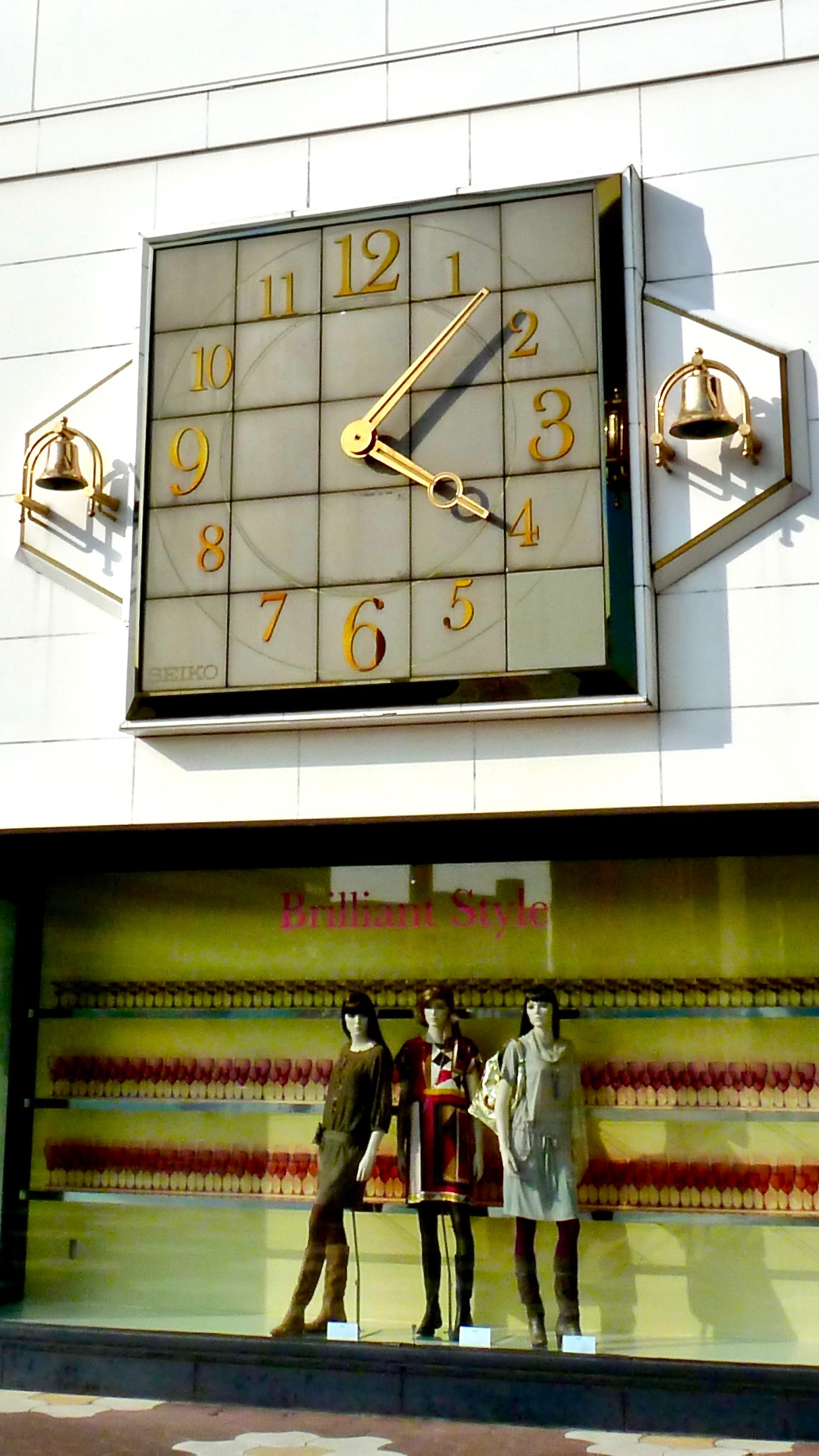
柏店之「小小世界鐘」，攝於2009年8月
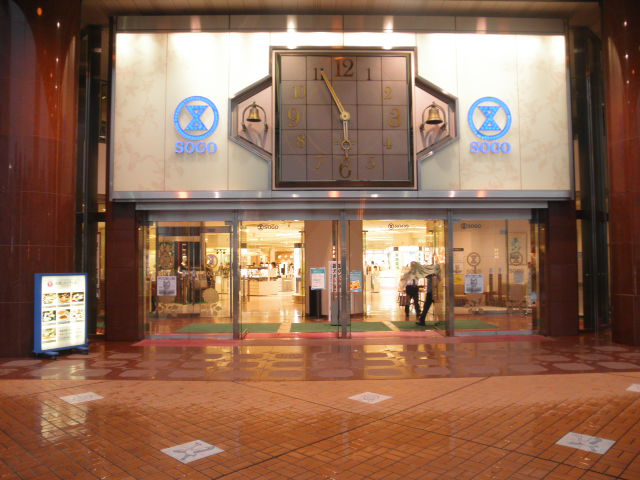
德島店之「小小世界鐘」，攝於2011年5月
廣三崇光百貨之「小小世界鐘」，攝於2009年12月
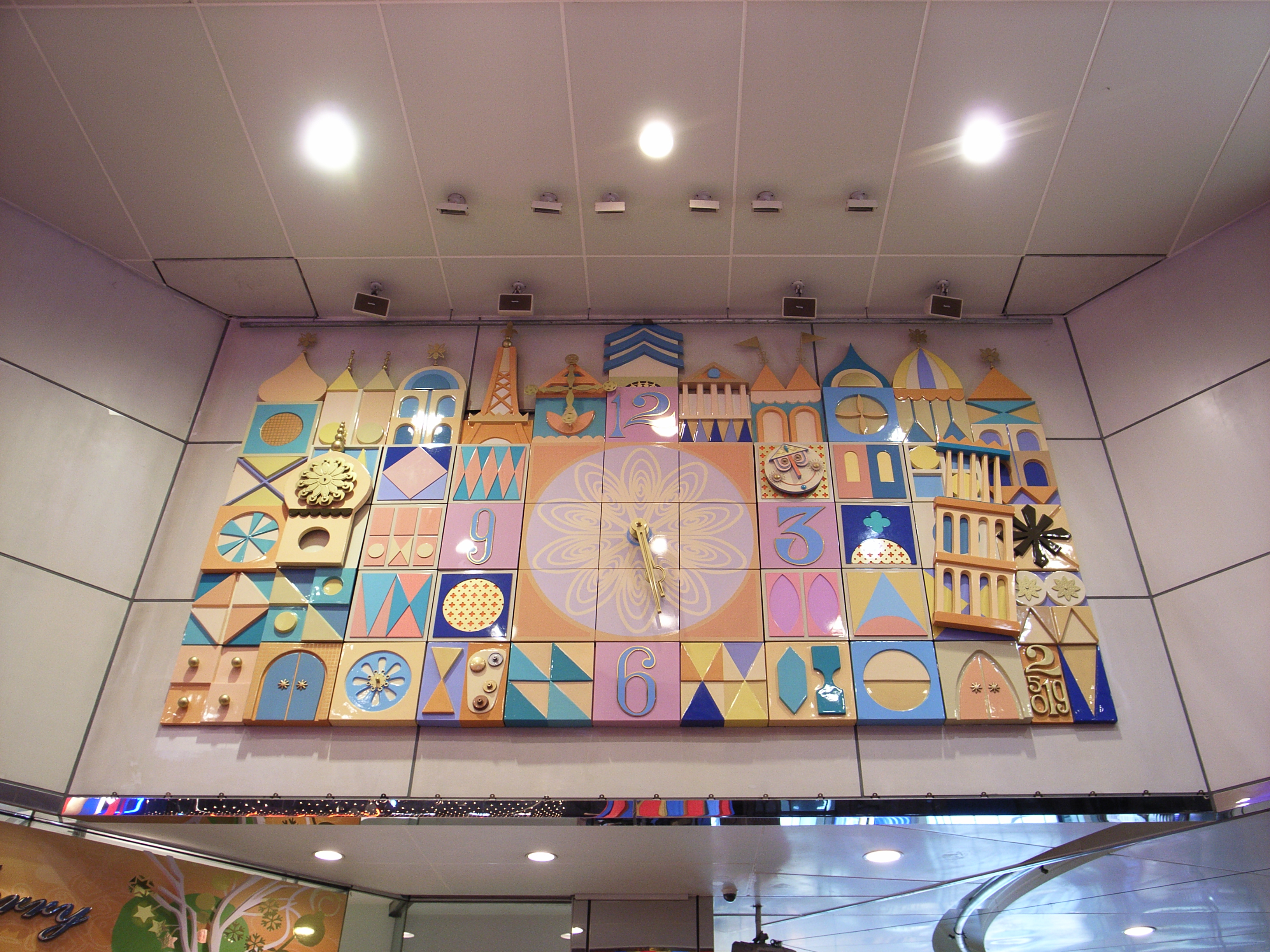
太平洋崇光百貨台北忠孝店之「小小世界鐘」，攝於2008年11月

### 設置分店
- 正方形（5×5格）的設置分店以○標示。
- 正方形（4×4格）的設置分店以●標示。
- 長方形（横）的設置分店以△標示。
- 長方形（迪士尼城堡造型）的設置分店以▲標示。

#### 日本分店
| 記號 | 分店                                                                     |
| ---- | ------------------------------------------------------------------------ |
| ○    | 橫濱・川口・柏・茂原・多摩・柚木・豐田・奈良・西神・福山・吳・廣島・德島 |
| ●    | 大宮・加古川                                                             |
| △    | 千葉・神戸・小倉                                                         |

#### 海外分店
| 記號 | 分店                       |
| ---- | -------------------------- |
| ○    | 台中廣三                   |
| ▲    | 台北忠孝館・中壢店・高雄店 |

## 外部連結
- （日語）西武·SOGO （页面存档备份，存于）
- （繁體中文）遠東SOGO百貨 （页面存档备份，存于）
- （繁體中文）廣三SOGO百貨 （页面存档备份，存于）